# Щагин, Эрнст Михайлович
Эрнст Миха́йлович Ща́гин (2 марта 1933 Минск — 13 августа 2013, Москва) — советский и российский историк, специалист по аграрной истории России. Заслуженный деятель науки РФ, доктор исторических наук, профессор исторического факультета Московского педагогического государственного университета.

## Биография
Детские и юношеские годы прошли в пос. Рыбное Рязанской области. Семья попала туда после того, как отец, Михаил Николаевич, комсомольский работник, был репрессирован в 1937 году. Его реабилитировали только в январе 1957 года. Мать Анастасия Петровна Щагина осталась одна с тремя маленькими детьми. Она была выслана, как жена врага народа, в Рыбное Рязанской области, где работала в железнодорожном депо.
С 1945 года учился в Рыбновской средней школе, где в это время учителем географии и директором школы работал Борис Сергеевич Шустов, кандидат географических наук, видный учёный. Б. С. Шустов обратил внимание на талантливого ученика, давал ему читать книги из своей большой библиотеки. Эрнст посещал музыкальные занятия, которые проводил Борис Сергеевич, играл в оркестре народных инструментов, часто ездил с учителем в Москву на экскурсии. Ходил в туристические походы по родному краю. Особенно ему и его друзьям запомнился поход в Старую Рязань в 1950 году. Э. М. Щагин любил спорт, был капитаном местной футбольной команды. Племянник выдающегося советского волейболиста В. И. Щагина. В старших классах летом вместе с друзьями работал в местном колхозе.
После окончания школы, по совету Бориса Сергеевича, Эрнст поступил учиться в Рязанский педагогический институт, на исторический факультет. Отслужив в армии, Эрнст вернулся на кафедру истории. Окончил исторический факультет Рязанского педагогического института (1954), аспирантуру Московского государственного педагогического института (1960). Кандидат исторических наук (1961).
После окончания аспирантуры его направили на преподавательскую работу в Хабаровский педагогический институт.
В 1961 году защитил кандидатскую диссертацию и в течение четырёх лет был проректором института по научной работе.
В 1967 году Э. М. Щагин по конкурсу был избран на должность доцента кафедры истории МГПИ. Руководил кафедрой академик И. И. Минц.
В 1974 году Э. М. Щагин защитил докторскую диссертацию, которая удостоилась высокой оценки в научных кругах. Присвоено ученое звание профессора по кафедре истории СССР (1978).
С 1978 года по 1983 год Э. М. Щагин работал деканом исторического факультета МГПИ. Заведующий кафедрой новейшей отечественной истории исторического факультета МПГУ.

## Основные работы
Автор более 100 научных публикаций, в том числе шести монографий, 65 научных статей, 28 книг и хрестоматий по истории под его редакцией. Сфера научных интересов — аграрная история России и её регионов; социально-экономическая и общественно-политическая жизнь российского общества XIX — начала XXI вв.; историография и источниковедение истории России нового и новейшего времени (1861—2010); общественно-политические портреты (биографии крупных общественно-государственных деятелей и деятелей науки и культуры России новейшего времени (1900—2010 гг.)
Под редакцией А. Ф. Киселёва и Э. М. Щагина была выпущена серия учебников по новейшей отечественной истории для высшей школы.
- Социально-экономические отношения в деревне Рязанской губернии в конце XIX — начале XX веков. М., 1961.
- Октябрьская революция в деревне восточных окраин России. (1917 — лето 1918 гг.). М., 1974.
- Октябрьская революция и деревня Дальнего Востока (1917 — лето 1918 гг.). М., 1975.
- Тюкавкин В. Г., Щагин Э. М. В. И. Ленин о трех российских революциях. М.: Просвещение, 1984.
- Тюкавкин В. Г., Щагин Э. М. Крестьянство России в период трех революций. М.: Просвещение, 1987.
- Хрестоматия по новейшей истории России. 1917—2004: [В 2 ч.] Ч. 1-2. М., 2005.
- Очерки истории России, её историографии и источниковедения: (конец XIX — середина XX вв.). М., 2008.